# 第91師団 (日本軍)
第91師団（だいきゅうじゅういちしだん）は、大日本帝国陸軍の師団の一つ。

## 沿革
1944年4月、千島第1守備隊を基幹に編成され、第27軍に編入された。その担当区域は、千島列島の占守郡に属する占守島から捨子古丹島までで、師団主力は占守島片岡、幌筵島柏原に配置された。
千島列島でのソ連軍との戦闘は、ポツダム宣言受諾後の1945年8月18日から開始された。本格的な戦闘は占守島で行われ、守備隊はソ連軍に対して優勢であったが、東京政府の強い指示を受けた第5方面軍の命令に従い21日に現地での停戦が最終的に成立し、23日に武装解除された。その他の島ではソ連軍の占領に当たって停戦し各守備隊は武装解除された。捕虜となった日本兵はその後大勢が法的根拠無く拉致され、シベリアへ抑留された。（詳細は占守島の戦い参照）

## 師団概要

### 歴代師団長
- 堤不夾貴 中将：1944年（昭和19年）4月17日 - 終戦[1]

### 参謀長
- 中村五郎 大佐：1944年（昭和19年）4月17日 - 1944年12月30日[2]
- 柳岡武 中佐：1944年（昭和19年）12月30日 - 終戦[3]

### 最終司令部構成
- 参謀長：柳岡武大佐
  - 参謀：角張清少佐
- 高級副官：山口定大佐
- 経理部長：木村重郎主計中佐

### 最終所属部隊
- 歩兵第73旅団（旭川）：杉野巌少将
  - 独立歩兵第282大隊：桜井平次郎少佐
  - 独立歩兵第283大隊：竹下三代二少佐
  - 独立歩兵第284大隊：野口谷五郎少佐
  - 独立歩兵第285大隊：広江重郎大佐
  - 独立歩兵第286大隊：桜井瑎介大佐
  - 独立歩兵第287大隊：得平操中佐
  - 歩兵第73旅団通信隊：
- 歩兵第74旅団（旭川）：佐藤政治少将
  - 独立歩兵第288大隊：橋口俊成少佐
  - 独立歩兵第289大隊：山田徳蔵少佐
  - 独立歩兵第290大隊：吉野貞吾少佐
  - 独立歩兵第291大隊：林邦彦大尉
  - 独立歩兵第292大隊：小川与之吉大尉
  - 独立歩兵第293大隊：小川伊佐雄大佐
  - 歩兵第74旅団通信隊：桃井亀蔵大尉
- 千島第1陸軍病院：今村不二男軍医中佐
- 戦車第11連隊：池田末男大佐
- 独立戦車第2中隊：伊藤力雄大尉
- 第91師団通信隊：薄井善春少佐
- 第91師団兵器勤務隊：家永大次少佐
- 第91師団衛生隊：与倉守雄少佐
- 第91師団工兵隊：小針通少佐
- 第91師団防空隊：鈴木村治中佐
- 第91師団輜重隊：木村森茂大尉
- 第91師団速射砲隊：田口英男少佐
- 第91師団第1砲兵隊：加瀬谷陸夫中佐
- 第91師団第2砲兵隊：坂口元男中佐
- 第91師団第11対空無線隊：鈴木晋平軍曹